# Industriekeramiker Verfahrenstechnik
Der Industriekeramiker Verfahrenstechnik ist in Deutschland ein staatlich anerkannter Ausbildungsberuf nach Berufsbildungsgesetz.

## Ausbildungsdauer und Struktur
Die Ausbildungsdauer zum Industriekeramiker Verfahrenstechnik beträgt in der Regel drei Jahre. Die Ausbildung erfolgt an den Lernorten Betrieb und Berufsschule.
Der Ausbildungsberuf ist in einer gemeinsamen Ausbildungsordnung mit drei weiteren Ausbildungsberufen verordnet:
- Industriekeramiker Anlagentechnik
- Industriekeramiker Dekorationstechnik und
- Industriekeramiker Modelltechnik.

Das erste Ausbildungsjahr ist in allen vier Ausbildungsberufen identisch. Im zweiten und dritten Ausbildungsjahr werden spezifische Qualifikationen vermittelt.

## Entstehungsgeschichte
Mit der Neuordnung der Ausbildungsberufe für die keramische Industrie wurden einige ältere Ausbildungsberufe aufgehoben und in die neuen Berufe integriert. So flossen die Inhalte des Industriekeramikers in der Fachrichtung Mechanik in den Industriekeramiker Anlagentechnik.
Der Industriekeramiker in der Fachrichtung Formgebung floss gemeinsam mit dem Kerammodelleinrichter in den Industriekeramiker Verfahrenstechnik und den Industriekeramiker Modelltechnik. In diesen Beruf flossen auch Inhalte des Kerammodelleurs mit ein.
Der Glas- und Kerammaler ging im Industriekeramiker Dekorationstechnik sowie im Glasveredler auf.

## Arbeitsgebiete
Industriekeramiker Verfahrenstechnik stellen keramische Massen und Glasuren zur Produktion her, aus denen anschließend die Produkte wie Porzellan, Gebrauchs- oder Zierkeramik, Sanitär- und Baukeramik gegossen werden. Sie prüfen ihre Produkte auf Eignung für den weiteren Prozess, formen keramische Massen durch Gießen, Drehen und Pressen und gießen bzw. dekorieren keramische Produkte. Industriekeramiker Verfahrenstechnik sind auch dafür verantwortlich, dass die Produkte entsprechend den Anforderungen gebrannt und getrocknet werden.

## Berufsschule
Für diesen Beruf existieren in Deutschland zwei Berufsschulen, die Staatliche Berufsschule in Selb und das Staatliche Berufsschulzentrum in Hermsdorf.

## Weiterbildungsmöglichkeiten
- Industriemeister Fachrichtung Keramik
- Techniker Fachrichtung Keramiktechnik
- Fachhochschule im Bereich Glas, Keramik und/oder Bindemittel